# Toyohashi
Toyohashi (jap. 豊橋市 Toyohashi-shi) – miasto w Japonii, w prefekturze Aichi, na wyspie Honsiu. Toyohashi jest jednym z „miast-rdzeni” (jap. 中核市 chūkaku-shi).

## Gospodarka
W mieście rozwinął się przemysł włókienniczy, odzieżowy, chemiczny, metalowy, maszynowy oraz drzewny.

## Położenie
Miasto leży w południowo-wschodniej części prefektury nad Pacyfikiem. Sąsiaduje z:
- Toyokawa
- Shinshiro
- Tahara
- Hamamatsu
- Kosai

## Historia
- 1878 rok – w powiecie Atsumi powstało miasteczko Toyohashi.
- 1 sierpnia 1906 – Toyohashi zdobyło status miasta[2].

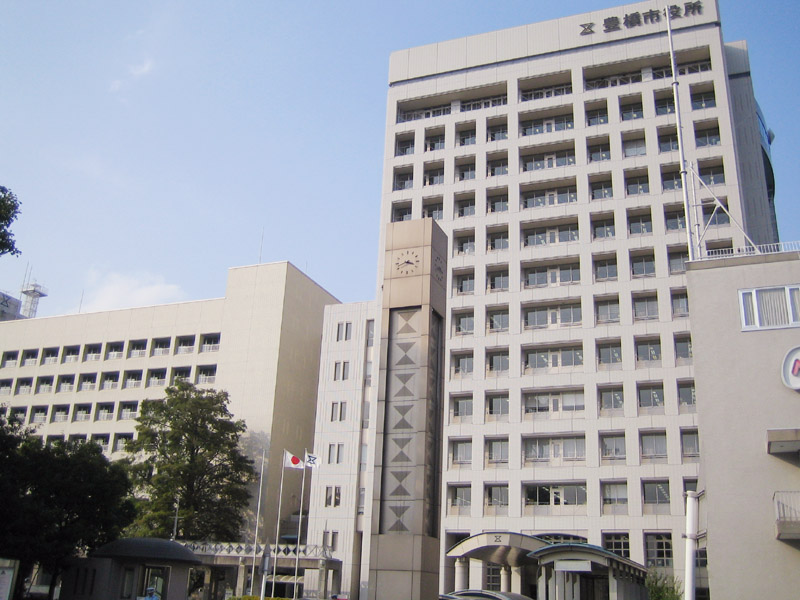
Urząd Miasta Toyohashi

## Transport

### Kolejowy
Przez miasto przebiega magistrala Tōkaidō Shinkansen oraz Główna linia Tōkaidō.

## Uczelnie
- Uniwersytet Technologiczny w Toyohashi
- Aichi University
- Toyohashi Sōzō University

## Populacja
Zmiany w populacji Toyohashi w latach 1970–2015:
| Rok  | Populacja |
| ---- | --------- |
| 1970 | 258 547   |
| 1975 | 284 585   |
| 1980 | 304 273   |
| 1985 | 322 142   |
| 1990 | 337 982   |
| 1995 | 352 982   |
| 2000 | 364 856   |
| 2005 | 372 479   |
| 2010 | 376 665   |
| 2015 | 374 765   |

## Miasta partnerskie
- Chiny: Nantong
- Stany Zjednoczone: Toledo